# Man Under Cover
Man Under Cover is een Amerikaanse misdaadfilm uit 1922 onder regie van Tod Browning. De film is wellicht zoekgeraakt.

## Verhaal
De crimineel Paul Porter gaat samen met zijn makker Daddy Moffat op zoek naar geld in zijn geboortestad. Hij loopt er zijn jeugdvriendinnetje Margaret Langdon tegen het lijf. Wanneer Paul erachter komt dat zij en de rest van de stad worden opgelicht door oliebaronnen, besluit hij zijn leven te beteren en de inwoners een handje te helpen.

## Rolverdeling
| Acteur             | Personage           |
| ------------------ | ------------------- |
| Herbert Rawlinson  | Paul Porter         |
| George Hernandez   | Daddy Moffat        |
| William Courtright | Burgemeester Harper |
| George Webb        | Jones Wiley         |
| Edwin B. Tilton    | Chase               |
| Gerald Pring       | Holt Langdon        |
| Barbara Bedford    | Margaret Langdon    |
| Willis Marks       | Kolonel Culpepper   |
| Betty Eliason      | Kind                |
| Betty Stone        | Kind                |